# Johan Hendrik van Dale

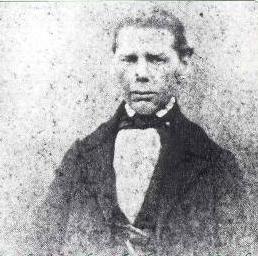
Johan Hendrik van Dale

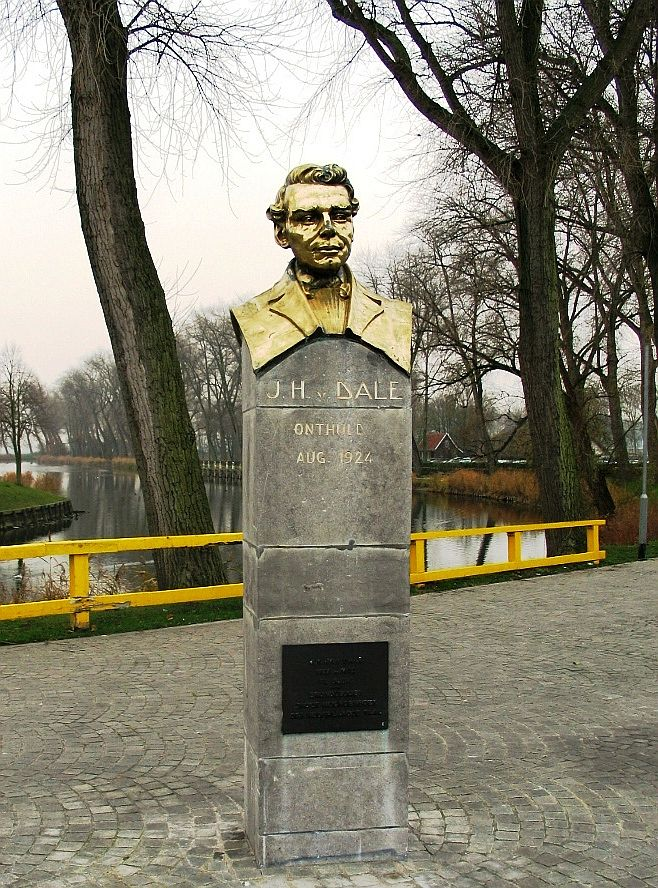
Buste van Johan Hendrik van Dale in Sluis, onthuld in 1924

Johan Hendrik van Dale (Sluis, 15 februari 1828 – aldaar, 19 mei 1872) was een Nederlands onderwijzer, archivaris in Sluis en woordenboekenmaker. Van Dale is vooral bekend als naamgever van het Groot woordenboek der Nederlandse taal, beter bekend als de Dikke Van Dale.

## Leven en werk
De ouders van Johan Hendrik van Dale waren Abraham van Dale, een peperkoekbakker, en Pieternella Johanna du Bois, beiden geboren in Sluis en daar getrouwd.
Van Dale behaalde op zijn zestiende zijn eerste onderwijsbevoegdheid, onderwijzer van de vierde rang, en vier jaar later de tweede rang. Op 23 mei 1854 werd hij aangesteld als hoofdonderwijzer aan de openbare school in zijn geboorteplaats. Vanaf 1857 was hij er ook onbezoldigd stadsarchivaris. Ook deed hij onderzoek naar de geschiedenis van zijn geboortestreek. Tussendoor schreef hij leerboeken over taalzuiverheid, spraakkunst en zinsontleding, geschiedkundige artikelen en brochures over Sluis en richtte hij de oude rederijkerskamer De Oranjebloem weer op.
In 1866 kreeg hij zijn eerste lexicografische opdracht, de bewerking van het Taalkundig handboekje, of alphabetische lijst van alle Nederlandsche woorden, die wegens spelling of taalkundig gebruik aan eenige bedenking onderhevig zijn. In 1867 vroeg de uitgever D.A. Thieme hem om de eerste druk van het Nieuw woordenboek der Nederlandsche taal uit 1864 van I.M. Calisch en N.S. Calisch te herzien, omdat het oorspronkelijke woordenboek in de spelling-Siegenbeek was geschreven, terwijl de spelling-De Vries en Te Winkel inmiddels was aanvaard. Van Dale nam het aanbod aan. Thiemes aanbod om redacteur van het Woordenboek der Nederlandsche Taal te worden wees hij af. Het bewerken van het woordenboek voltooide hij in vier jaar tijd, zij het dat hij vanaf februari 1869 hulp kreeg van zijn oud-leerling Jan Manhave.
Omdat hij zelf vaak ontstemd was geweest over de vage, te algemene of onduidelijke informatie die hij in bestaande woordenboeken had aangetroffen, stelde Van Dale hoge eisen aan de exacte omschrijving van de begrippen: de onderwijzer Van Dale had onveranderlijk de leerling voor ogen, die een duidelijk, precies en volledig antwoord moest vinden op zijn vraag: ‘Wat betekent dat?’. Hij schreef zelf, in het voorbericht bij de druk van 1872: "Het schrijven van een Woordenboek is een ondankbaar, een verdrietig werk. Is er veel, dat men heeft opgenomen of verbeterd, er is nog veel meer, dat men vergeten heeft, dat de aandacht ontsnapt is en alzoo onverbeterd is gebleven."
De werkzaamheden verkeerden in de laatste fase — de eerste afleveringen waren al verschenen — toen Van Dale in mei 1872 op 44-jarige leeftijd overleed aan de pokken. Ewoud Sanders merkt hierover op: "Het blijft een raadsel dat juist Van Dale door de pokken werd geveld. De koepok-inenting was in zijn tijd verplicht voor onderwijzers." Het woordenboek was in manuscript gereed tot de letter Z. Het werd voltooid door Manhave.
Twee jaar na Van Dales dood verscheen het eerste complete exemplaar, en dus de tweede druk van het Nieuw woordenboek der Nederlandsche taal. Er ontstond echter kritiek op het werk van Van Dale omdat het niet aan de destijds geldende lexicografische normen voldeed. 'Van Dale' was echter inmiddels een begrip geworden; vanaf de vierde druk verscheen zijn achternaam in de titel van het woordenboek. Bij de zevende druk was elk woord in het woordenboek opnieuw herzien. Met het werk van Van Dale had de inhoud sindsdien niets meer te maken, maar zijn naam bleef in titel gehandhaafd.
In 2003 verscheen bij uitgeverij De Walburg Pers te Zutphen een biografie van Van Dale door Lo van Driel, getiteld Een leven in woorden (J.H. van Dale – schoolmeester – archivaris – taalkundige).
In Sluis wordt Van Dale geëerd met onder meer een borstbeeld, vervaardigd door de beeldhouwer Pieter Puijpe, onthuld op 4 september 1924. Verder is er een eenvoudige herdenkingszuil op het kerkhof, een Van Daleschool en een Van Dalestraat. In het Museum Het Belfort in het belfort van Sluis werd een verdieping aan Van Dale gewijd.

## Voetnoten
1. ↑  Nieuw woordenboek der Nederlandsche taal, voorwoord
2. ↑  Johan Hendrik Van Dale (1828-1872): Maker van een half woordenboek. Gearchiveerd op 4 december 2021.